# Ухта (приток Илексы)
Ухта — река на северо-западе России, левый приток Илексы, протекает по территории Онежского района Архангельской области. Одна из немногих рек Архангельской области, относящихся к бассейну Атлантического океана. Вытекает из Ухтозера. Устье реки находится в 112 км по левому берегу реки Илекса. Длина реки составляет 19 км, площадь водосборного бассейна — 125 км².

## Данные водного реестра
По данным государственного водного реестра России относится к Балтийскому бассейновому округу, водохозяйственный участок реки — Водла, оз. Водлозеро, речной подбассейн реки — Свирь (включая реки бассейна Онежского озера). Относится к речному бассейну реки Нева (включая бассейны рек Онежского и Ладожского озера).
Код объекта в государственном водном реестре — 01040100312102000016341.